# Panama Al Brown
Alfonso Teofilo „Panama Al“ Brown (* 5. Juli 1902 in Colón; † 11. April 1951 in New York City, New York, Vereinigte Staaten) war ein panamaischer Boxer im Bantamgewicht. Er war der erste Weltmeister aus einem lateinamerikanischen Land.

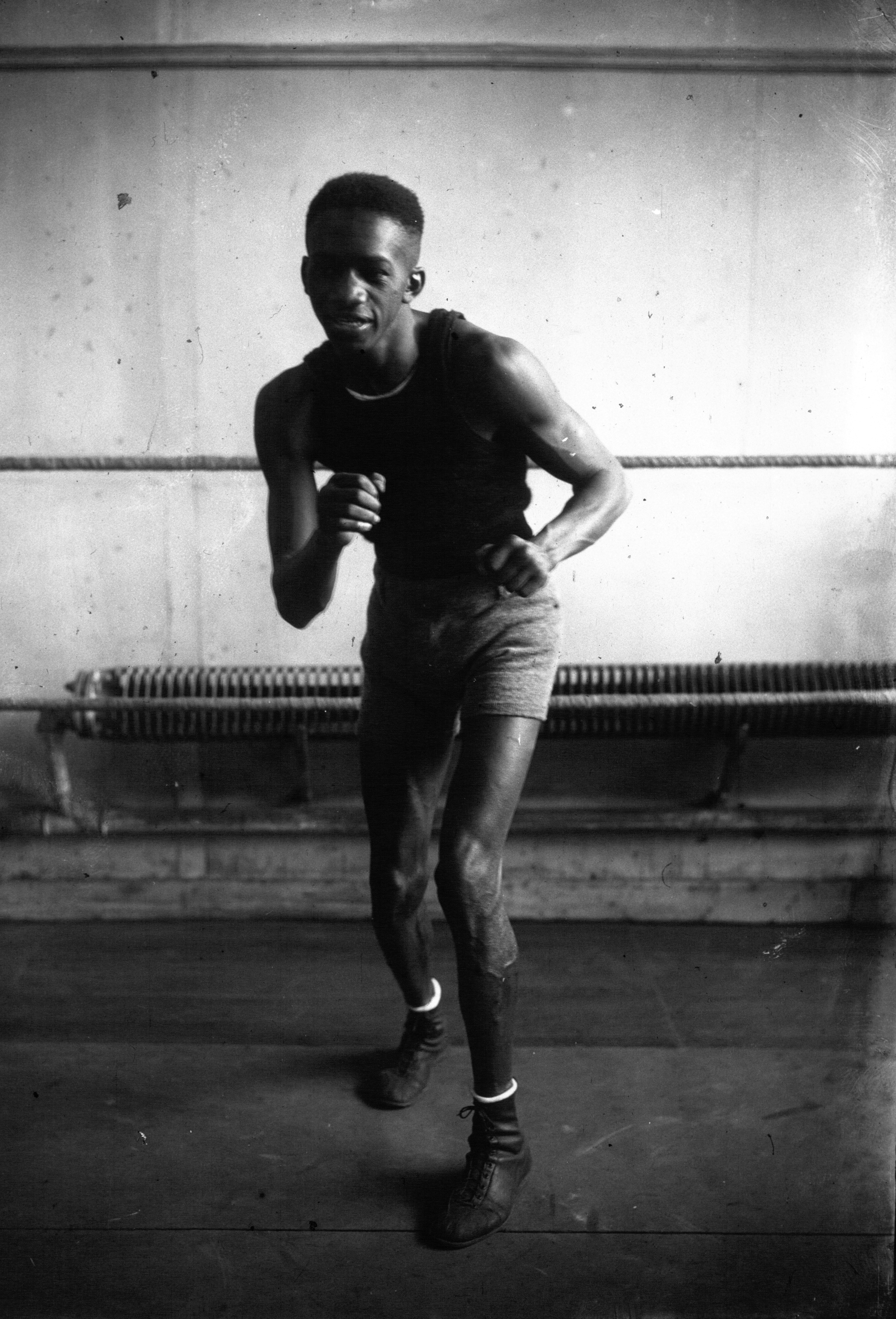
Panama Al Brown 1927

Der schwarze Konterboxer begann seine Profikarriere 1922 zunächst in Panama, boxte später in den USA und häufig auch in europäischen Städten wie Paris, wo er auch mit Intellektuellen wie Jean Cocteau gut bekannt war. 1929 gewann er den Titel nach Version NYSAC, wurde ab 1930 auch von der ebenfalls amerikanischen NBA anerkannt, in Europa boxte er um den Titel der IBU.
Während seiner Zeit als Weltmeister unterlag er einige Mal in Kämpfen, die keine offiziellen Titelverteidigungen waren. 1934 wurde ihm wegen einer verweigerten Titelverteidigung der NBA-Weltmeistertitel aberkannt, er besiegte in dem Jahr aber Victor Perez mehrfach in Kämpfen um den IBU-Titel. In einem Titelkampf (IBU-Version) verlor er jedoch erst wieder 1935 gegen den Spanier Baltazar Sangchili und beendete daraufhin vorläufig seine Karriere.
Nach zwei Jahren kehrte er jedoch in den Ring zurück und schlug 1938 Sangchili in einem Rückkampf. Nach einer Titelverteidigung legte er den Titel nieder, da er nicht mehr in der Lage war, das Bantamgewichtslimit einzuhalten.
Er kämpfte weiter bis 1942 und trat dann endgültig zurück. Beim "Ring Magazine" gilt er als fünftbester Bantamgewichtler aller Zeiten und zweitbester panamaischen Boxer nach Roberto Durán. 1992 fand Brown Aufnahme in die International Boxing Hall of Fame.